# Amstel Gold Race 2019
Amstel Gold Race 2019 var den 54. udgave af cykelløbet Amstel Gold Race. Det var det 18. arrangement på UCI's World Tour-kalender i 2019 og blev arrangeret 21. april 2019. Løbet blev vundet af hollandske Mathieu van der Poel fra Corendon-Circus.

## Hold og ryttere
| UCI WorldTeams (18)- Dimension Data - Mitchelton-Scott - Bahrain-Merida - AG2R La Mondiale - Astana - Bora-hansgrohe - CCC Team - Deceuninck-Quick Step - EF Education First - Groupama-FDJ - Lotto Soudal - Movistar Team - Team Jumbo-Visma - Katusha-Alpecin - Sky - Team Sunweb - Trek-Segafredo - UAE Team Emirates UCI Professionelle kontinentalthold (7)- Corendon-Circus - Roompot-Charles - Bardiani CSF - Israel Cycling Academy - Sport Vlaanderen-Baloise - Vital Concept-B&B Hotels - Wanty-Groupe Gobert |
| |

### Danske ryttere
- Michael Valgren kørte for Dimension Data
- Lars Bak kørte for Dimension Data
- Christopher Juul-Jensen kørte for Mitchelton-Scott
- Jakob Fuglsang kørte for Astana Pro Team
- Mikkel Frølich Honoré kørte for Deceuninck-Quick Step
- Søren Kragh Andersen kørte for Team Sunweb

## Resultater
| \| Samlede stilling \| Samlede stilling \| Samlede stilling \| Samlede stilling \| Samlede stilling \| \| Rytter \| Rytter \| Hold \| Tid \| \| \| ---------------- \| --------------------- \| --------------------- \| ---------------- \| ---------------- \| \| 1. \| Mathieu van der Poel \| Corendon-Circus \| 6t 28' 18" \| \| \| 2. \| Simon Clarke \| EF Education First \| + 0" \| \| \| 3. \| Jakob Fuglsang \| Astana \| + 0" \| \| \| 4. \| Julian Alaphilippe \| Deceuninck-Quick Step \| + 0" \| \| \| 5. \| Maximilian Schachmann \| Bora-Hansgrohe \| + 0" \| \| \| 6. \| Bjorg Lambrecht \| Lotto-Soudal \| + 0" \| \| \| 7. \| Alessandro De Marchi \| CCC Team \| + 0" \| \| \| 8. \| Valentin Madouas \| Groupama-FDJ \| + 0" \| \| \| 9. \| Romain Bardet \| AG2R La Mondiale \| + 0" \| \| \| 10. \| Matteo Trentin \| Mitchelton-Scott \| + 0" \| \| |                       |                       |            |
| |                       |                       |            |
| Kilde: ProCyclingStats |                       |                       |            |
| Samlede stilling |                       |                       |            |
| Rytter | Rytter                | Hold                  | Tid        |
| 1. | Mathieu van der Poel  | Corendon-Circus       | 6t 28' 18" |
| 2. | Simon Clarke          | EF Education First    | + 0"       |
| 3. | Jakob Fuglsang        | Astana                | + 0"       |
| 4. | Julian Alaphilippe    | Deceuninck-Quick Step | + 0"       |
| 5. | Maximilian Schachmann | Bora-Hansgrohe        | + 0"       |
| 6. | Bjorg Lambrecht       | Lotto-Soudal          | + 0"       |
| 7. | Alessandro De Marchi  | CCC Team              | + 0"       |
| 8. | Valentin Madouas      | Groupama-FDJ          | + 0"       |
| 9. | Romain Bardet         | AG2R La Mondiale      | + 0"       |
| 10. | Matteo Trentin        | Mitchelton-Scott      | + 0"       |

## Startliste
| Dimension Data TDD | Dimension Data TDD      | Dimension Data TDD |
| ------------------ | ----------------------- | ------------------ |
| Nr.                | Rytter                  | Placering          |
| 1                  | Michael Valgren (DEN)   | 53.                |
| 2                  | Bernhard Eisel (AUT)    | DNF                |
| 3                  | Enrico Gasparotto (ITA) | 42.                |
| 4                  | Lars Bak (DEN)          | DNF                |
| 5                  | Roman Kreuziger (CZE)   | 18.                |
| 6                  | Tom-Jelte Slagter (NED) | 85.                |
| 7                  | Julien Vermote (BEL)    | 97.                |

| Mitchelton-Scott MTS | Mitchelton-Scott MTS            | Mitchelton-Scott MTS |
| -------------------- | ------------------------------- | -------------------- |
| Nr.                  | Rytter                          | Placering            |
| 11                   | Matteo Trentin (ITA) (landevej) | 10.                  |
| 12                   | Michael Albasini (SUI)          | 60.                  |
| 13                   | Michael Hepburn (AUS)           | DNF                  |
| 14                   | Daryl Impey (RSA) (landevej)    | 15.                  |
| 15                   | Christopher Juul-Jensen (DEN)   | 89.                  |
| 16                   | Nick Schultz (AUS)              | 107.                 |
| 17                   | Dion Smith (NZL)                | 19.                  |

| Bahrain-Merida TBM | Bahrain-Merida TBM             | Bahrain-Merida TBM |
| ------------------ | ------------------------------ | ------------------ |
| Nr.                | Rytter                         | Placering          |
| 21                 | Dylan Teuns (BEL)              | 64.                |
| 22                 | Sonny Colbrelli (ITA)          | 72.                |
| 23                 | Iván García Cortina (ESP)      | DNF                |
| 24                 | Matej Mohorič (SLO) (landevej) | 46.                |
| 25                 | Damiano Caruso (ITA)           | 70.                |
| 26                 | Grega Bole (SLO)               | 38.                |
| 27                 | Jan Tratnik (SLO)              | DNF                |

| AG2R La Mondiale ALM | AG2R La Mondiale ALM    | AG2R La Mondiale ALM |
| -------------------- | ----------------------- | -------------------- |
| Nr.                  | Rytter                  | Placering            |
| 31                   | Oliver Naesen (BEL)     | 28.                  |
| 32                   | Mikaël Cherel (FRA)     | 51.                  |
| 33                   | Benoît Cosnefroy (FRA)  | 44.                  |
| 34                   | Clément Chevrier (FRA)  | 95.                  |
| 35                   | Romain Bardet (FRA)     | 9.                   |
| 36                   | Clément Venturini (FRA) | 40.                  |
| 37                   | Larry Warbasse (USA)    | 47.                  |

| Astana AST | Astana AST                        | Astana AST |
| ---------- | --------------------------------- | ---------- |
| Nr.        | Rytter                            | Placering  |
| 41         | Aleksej Lutsenko (KAZ) (landevej) | 69.        |
| 42         | Omar Fraile (ESP)                 | DNF        |
| 43         | Jakob Fuglsang (DEN)              | 3.         |
| 44         | Gorka Izagirre (ESP) (landevej)   | 63.        |
| 45         | Davide Villella (ITA)             | DNF        |
| 46         | Laurens De Vreese (BEL)           | DNF        |
| 47         | Luis León Sánchez (ESP)           | 65.        |

| Bora-Hansgrohe BOH | Bora-Hansgrohe BOH           | Bora-Hansgrohe BOH |
| ------------------ | ---------------------------- | ------------------ |
| Nr.                | Rytter                       | Placering          |
| 51                 | Peter Sagan (SVK) (landevej) | DNF                |
| 52                 | Cesare Benedetti (ITA)       | 84.                |
| 53                 | Marcus Burghardt (GER)       | 57.                |
| 54                 | Patrick Konrad (AUT)         | 26.                |
| 55                 | Jay McCarthy (AUS)           | 17.                |
| 56                 | Daniel Oss (ITA)             | DNF                |
| 57                 | Maximilian Schachmann (GER)  | 5.                 |

| CCC Team CPT | CCC Team CPT               | CCC Team CPT |
| ------------ | -------------------------- | ------------ |
| Nr.          | Rytter                     | Placering    |
| 61           | Greg Van Avermaet (BEL)    | 14.          |
| 62           | Alessandro De Marchi (ITA) | 7.           |
| 63           | Patrick Bevin (NZL)        | DNF          |
| 64           | Jonas Koch (GER)           | DNF          |
| 65           | Serge Pauwels (BEL)        | 55.          |
| 66           | Łukasz Wiśniowski (POL)    | DNF          |
| 67           | Michael Schär (SUI)        | 90.          |

| Deceuninck-Quick Step DQT | Deceuninck-Quick Step DQT | Deceuninck-Quick Step DQT |
| ------------------------- | ------------------------- | ------------------------- |
| Nr.                       | Rytter                    | Placering                 |
| 71                        | Philippe Gilbert (BEL)    | 30.                       |
| 72                        | Rémi Cavagna (FRA)        | DNF                       |
| 73                        | Dries Devenyns (BEL)      | 34.                       |
| 74                        | Julian Alaphilippe (FRA)  | 4.                        |
| 75                        | Mikkel Honoré (DEN)       | 92.                       |
| 76                        | Pieter Serry (BEL)        | DNF                       |
| 77                        | Petr Vakoč (CZE)          | DNF                       |

| EF Education First EF1 | EF Education First EF1 | EF Education First EF1 |
| ---------------------- | ---------------------- | ---------------------- |
| Nr.                    | Rytter                 | Placering              |
| 81                     | Michael Woods (CAN)    | 68.                    |
| 82                     | Alberto Bettiol (ITA)  | 71.                    |
| 83                     | Simon Clarke (AUS)     | 2.                     |
| 84                     | Lawson Craddock (USA)  | 62.                    |
| 85                     | Alex Howes (USA)       | 74.                    |
| 86                     | Logan Owen (USA)       | 73.                    |
| 87                     | Sean Bennett (USA)     | DNF                    |

| Groupama-FDJ GFC | Groupama-FDJ GFC        | Groupama-FDJ GFC |
| ---------------- | ----------------------- | ---------------- |
| Nr.              | Rytter                  | Placering        |
| 91               | Tobias Ludvigsson (SWE) | DNF              |
| 92               | Valentin Madouas (FRA)  | 8.               |
| 93               | Rudy Molard (FRA)       | 32.              |
| 94               | Romain Seigle (FRA)     | 93.              |
| 95               | Benoît Vaugrenard (FRA) | DNF              |
| 96               | Léo Vincent (FRA)       | DNF              |
| 97               | William Bonnet (FRA)    | DNF              |

| Lotto-Soudal LTS | Lotto-Soudal LTS         | Lotto-Soudal LTS |
| ---------------- | ------------------------ | ---------------- |
| Nr.              | Rytter                   | Placering        |
| 101              | Tim Wellens (BEL)        | DNF              |
| 102              | Bjorg Lambrecht (BEL)    | 6.               |
| 103              | Tomasz Marczyński (POL)  | 59.              |
| 104              | Maxime Monfort (BEL)     | 61.              |
| 105              | Tosh Van der Sande (BEL) | DNF              |
| 106              | Jelle Vanendert (BEL)    | 33.              |
| 107              | Sander Armée (BEL)       | DNF              |

| Movistar Team MOV | Movistar Team MOV                   | Movistar Team MOV |
| ----------------- | ----------------------------------- | ----------------- |
| Nr.               | Rytter                              | Placering         |
| 111               | Alejandro Valverde (ESP) (landevej) | 66.               |
| 112               | Carlos Betancur (COL)               | DNF               |
| 113               | Imanol Erviti (ESP)                 | DNF               |
| 114               | Jaime Castrillo (ESP)               | DNF               |
| 115               | Andrey Amador (CRC)                 | 83.               |
| 116               | Carlos Barbero (ESP)                | 80.               |
| 117               | Carlos Verona (ESP)                 | 109.              |

| Team Jumbo-Visma TJV | Team Jumbo-Visma TJV    | Team Jumbo-Visma TJV |
| -------------------- | ----------------------- | -------------------- |
| Nr.                  | Rytter                  | Placering            |
| 121                  | Wout van Aert (BEL)     | 58.                  |
| 122                  | Floris De Tier (BEL)    | 77.                  |
| 123                  | Robert Gesink (NED)     | 21.                  |
| 124                  | Bert-Jan Lindeman (NED) | 87.                  |
| 125                  | Paul Martens (GER)      | 48.                  |
| 126                  | Koen Bouwman (NED)      | 104.                 |
| 127                  | Jos van Emden (NED)     | DNF                  |

| Katusha-Alpecin TKA | Katusha-Alpecin TKA    | Katusha-Alpecin TKA |
| ------------------- | ---------------------- | ------------------- |
| Nr.                 | Rytter                 | Placering           |
| 131                 | Nathan Haas (AUS)      | 37.                 |
| 132                 | Jenthe Biermans (BEL)  | DNF                 |
| 133                 | Ruben Guerreiro (POR)  | DNF                 |
| 134                 | Enrico Battaglin (ITA) | 25.                 |
| 135                 | Rick Zabel (GER)       | 105.                |
| 136                 | Willie Smit (RSA)      | DNF                 |
| 137                 | Dmitrij Strakhov (RUS) | DNF                 |

| Team Sky SKY | Team Sky SKY                        | Team Sky SKY |
| ------------ | ----------------------------------- | ------------ |
| Nr.          | Rytter                              | Placering    |
| 141          | Michał Kwiatkowski (POL) (landevej) | 11.          |
| 142          | Eddie Dunbar (IRL)                  | 102.         |
| 143          | Michał Gołaś (POL)                  | 82.          |
| 144          | David de la Cruz (ESP)              | DNF          |
| 145          | Wout Poels (NED)                    | 108.         |
| 146          | Diego Rosa (ITA)                    | 67.          |
| 147          | Dylan van Baarle (NED)              | 31.          |

| Team Sunweb SUN | Team Sunweb SUN            | Team Sunweb SUN |
| --------------- | -------------------------- | --------------- |
| Nr.             | Rytter                     | Placering       |
| 151             | Michael Matthews (AUS)     | 16.             |
| 152             | Johannes Fröhlinger (GER)  | DNF             |
| 153             | Marc Hirschi (SUI)         | 54.             |
| 154             | Lennard Kämna (GER)        | 110.            |
| 155             | Søren Kragh Andersen (DEN) | DNF             |
| 156             | Louis Vervaeke (BEL)       | DNF             |
| 157             | Nicolas Roche (IRL)        | DNF             |

| Trek-Segafredo TFS | Trek-Segafredo TFS   | Trek-Segafredo TFS |
| ------------------ | -------------------- | ------------------ |
| Nr.                | Rytter               | Placering          |
| 161                | Bauke Mollema (NED)  | 12.                |
| 162                | Koen de Kort (NED)   | DNF                |
| 163                | Fabio Felline (ITA)  | DNF                |
| 164                | Michael Gogl (AUT)   | 81.                |
| 165                | Edward Theuns (BEL)  | 106.               |
| 166                | Toms Skujiņš (LAT)   | 23.                |
| 167                | Julien Bernard (FRA) | 91.                |

| UAE Team Emirates UAD | UAE Team Emirates UAD | UAE Team Emirates UAD |
| --------------------- | --------------------- | --------------------- |
| Nr.                   | Rytter                | Placering             |
| 171                   | Rui Costa (POR)       | 13.                   |
| 172                   | Sergio Henao (COL)    | 29.                   |
| 173                   | Manuele Mori (ITA)    | DNF                   |
| 174                   | Tadej Pogačar (SLO)   | DNF                   |
| 175                   | Simone Petilli (ITA)  | 79.                   |
| 176                   | Edward Ravasi (ITA)   | DNF                   |
| 177                   | Diego Ulissi (ITA)    | 22.                   |

| Corendon-Circus COC | Corendon-Circus COC                   | Corendon-Circus COC |
| ------------------- | ------------------------------------- | ------------------- |
| Nr.                 | Rytter                                | Placering           |
| 181                 | Mathieu van der Poel (NED) (landevej) | 1.                  |
| 182                 | Stijn Devolder (BEL)                  | 100.                |
| 183                 | Jimmy Janssens (BEL)                  | 86.                 |
| 184                 | Gianni Vermeersch (BEL)               | 36.                 |
| 185                 | Marcel Meisen (GER)                   | 52.                 |
| 186                 | Otto Vergaerde (BEL)                  | DNF                 |
| 187                 | Philipp Walsleben (GER)               | DNF                 |

| Roompot-Charles ROC | Roompot-Charles ROC      | Roompot-Charles ROC |
| ------------------- | ------------------------ | ------------------- |
| Nr.                 | Rytter                   | Placering           |
| 191                 | Lars Boom (NED)          | DNF                 |
| 192                 | Mathias De Witte (BEL)   | 78.                 |
| 193                 | Huub Duyn (NED)          | 43.                 |
| 194                 | Maurits Lammertink (NED) | 45.                 |
| 195                 | Oscar Riesebeek (NED)    | 99.                 |
| 196                 | Nick van der Lijke (NED) | 49.                 |
| 197                 | Pieter Weening (NED)     | 88.                 |

| Bardiani CSF BRD | Bardiani CSF BRD         | Bardiani CSF BRD |
| ---------------- | ------------------------ | ---------------- |
| Nr.              | Rytter                   | Placering        |
| 201              | Vincenzo Albanese (ITA)  | DNF              |
| 202              | Enrico Barbin (ITA)      | 111.             |
| 203              | Lorenzo Rota (ITA)       | DNF              |
| 204              | Paolo Simion (ITA)       | DNF              |
| 205              | Alessandro Pessot (ITA)  | DNF              |
| 206              | Alessandro Tonelli (ITA) | DNF              |
| 207              | Mirco Maestri (ITA)      | DNF              |

| Israel Cycling Academy ICA | Israel Cycling Academy ICA | Israel Cycling Academy ICA |
| -------------------------- | -------------------------- | -------------------------- |
| Nr.                        | Rytter                     | Placering                  |
| 211                        | Ben Hermans (BEL)          | 24.                        |
| 212                        | Clément Carisey (FRA)      | DNF                        |
| 213                        | August Jensen (NOR)        | 98.                        |
| 214                        | Tom Van Asbroeck (BEL)     | 35.                        |
| 215                        | Roy Goldstein (ISR)        | DNF                        |
| 216                        | Kristian Sbaragli (ITA)    | 20.                        |
| 217                        | Dennis van Winden (NED)    | 75.                        |

| Sport Vlaanderen-Baloise SVB | Sport Vlaanderen-Baloise SVB | Sport Vlaanderen-Baloise SVB |
| ---------------------------- | ---------------------------- | ---------------------------- |
| Nr.                          | Rytter                       | Placering                    |
| 221                          | Benjamin Declercq (BEL)      | 112.                         |
| 222                          | Kevin Deltombe (BEL)         | 101.                         |
| 223                          | Emiel Planckaert (BEL)       | DNF                          |
| 224                          | Thomas Sprengers (BEL)       | 56.                          |
| 225                          | Dries Van Gestel (BEL)       | 41.                          |
| 226                          | Preben Van Hecke (BEL)       | DNF                          |
| 227                          | Aaron Verwilst (BEL)         | DNF                          |

| Vital Concept-B&B Hotels VCB | Vital Concept-B&B Hotels VCB | Vital Concept-B&B Hotels VCB |
| ---------------------------- | ---------------------------- | ---------------------------- |
| Nr.                          | Rytter                       | Placering                    |
| 231                          | Bryan Coquard (FRA)          | 39.                          |
| 232                          | Cyril Gautier (FRA)          | DNF                          |
| 233                          | Patrick Müller (SUI)         | 50.                          |
| 234                          | Quentin Pacher (FRA)         | 76.                          |
| 235                          | Kévin Réza (FRA)             | DNF                          |
| 236                          | Corentin Ermenault (FRA)     | DNF                          |
| 237                          | Arnaud Courteille (FRA)      | DNF                          |

| Wanty-Gobert WGG | Wanty-Gobert WGG           | Wanty-Gobert WGG |
| ---------------- | -------------------------- | ---------------- |
| Nr.              | Rytter                     | Placering        |
| 241              | Odd Christian Eiking (NOR) | 96.              |
| 242              | Wesley Kreder (NED)        | DNF              |
| 243              | Xandro Meurisse (BEL)      | 27.              |
| 244              | Andrea Pasqualon (ITA)     | 94.              |
| 245              | Marco Minnaard (NED)       | DNF              |
| 246              | Loïc Vliegen (BEL)         | DNF              |
| 247              | Jérôme Baugnies (BEL)      | 103.             |

| Dimension Data TDD | Dimension Data TDD      | Dimension Data TDD |
| ------------------ | ----------------------- | ------------------ |
| Nr.                | Rytter                  | Placering          |
| 1                  | Michael Valgren (DEN)   | 53.                |
| 2                  | Bernhard Eisel (AUT)    | DNF                |
| 3                  | Enrico Gasparotto (ITA) | 42.                |
| 4                  | Lars Bak (DEN)          | DNF                |
| 5                  | Roman Kreuziger (CZE)   | 18.                |
| 6                  | Tom-Jelte Slagter (NED) | 85.                |
| 7                  | Julien Vermote (BEL)    | 97.                |

| Mitchelton-Scott MTS | Mitchelton-Scott MTS            | Mitchelton-Scott MTS |
| -------------------- | ------------------------------- | -------------------- |
| Nr.                  | Rytter                          | Placering            |
| 11                   | Matteo Trentin (ITA) (landevej) | 10.                  |
| 12                   | Michael Albasini (SUI)          | 60.                  |
| 13                   | Michael Hepburn (AUS)           | DNF                  |
| 14                   | Daryl Impey (RSA) (landevej)    | 15.                  |
| 15                   | Christopher Juul-Jensen (DEN)   | 89.                  |
| 16                   | Nick Schultz (AUS)              | 107.                 |
| 17                   | Dion Smith (NZL)                | 19.                  |

| Bahrain-Merida TBM | Bahrain-Merida TBM             | Bahrain-Merida TBM |
| ------------------ | ------------------------------ | ------------------ |
| Nr.                | Rytter                         | Placering          |
| 21                 | Dylan Teuns (BEL)              | 64.                |
| 22                 | Sonny Colbrelli (ITA)          | 72.                |
| 23                 | Iván García Cortina (ESP)      | DNF                |
| 24                 | Matej Mohorič (SLO) (landevej) | 46.                |
| 25                 | Damiano Caruso (ITA)           | 70.                |
| 26                 | Grega Bole (SLO)               | 38.                |
| 27                 | Jan Tratnik (SLO)              | DNF                |

| AG2R La Mondiale ALM | AG2R La Mondiale ALM    | AG2R La Mondiale ALM |
| -------------------- | ----------------------- | -------------------- |
| Nr.                  | Rytter                  | Placering            |
| 31                   | Oliver Naesen (BEL)     | 28.                  |
| 32                   | Mikaël Cherel (FRA)     | 51.                  |
| 33                   | Benoît Cosnefroy (FRA)  | 44.                  |
| 34                   | Clément Chevrier (FRA)  | 95.                  |
| 35                   | Romain Bardet (FRA)     | 9.                   |
| 36                   | Clément Venturini (FRA) | 40.                  |
| 37                   | Larry Warbasse (USA)    | 47.                  |

| Astana AST | Astana AST                        | Astana AST |
| ---------- | --------------------------------- | ---------- |
| Nr.        | Rytter                            | Placering  |
| 41         | Aleksej Lutsenko (KAZ) (landevej) | 69.        |
| 42         | Omar Fraile (ESP)                 | DNF        |
| 43         | Jakob Fuglsang (DEN)              | 3.         |
| 44         | Gorka Izagirre (ESP) (landevej)   | 63.        |
| 45         | Davide Villella (ITA)             | DNF        |
| 46         | Laurens De Vreese (BEL)           | DNF        |
| 47         | Luis León Sánchez (ESP)           | 65.        |

| Bora-Hansgrohe BOH | Bora-Hansgrohe BOH           | Bora-Hansgrohe BOH |
| ------------------ | ---------------------------- | ------------------ |
| Nr.                | Rytter                       | Placering          |
| 51                 | Peter Sagan (SVK) (landevej) | DNF                |
| 52                 | Cesare Benedetti (ITA)       | 84.                |
| 53                 | Marcus Burghardt (GER)       | 57.                |
| 54                 | Patrick Konrad (AUT)         | 26.                |
| 55                 | Jay McCarthy (AUS)           | 17.                |
| 56                 | Daniel Oss (ITA)             | DNF                |
| 57                 | Maximilian Schachmann (GER)  | 5.                 |

| CCC Team CPT | CCC Team CPT               | CCC Team CPT |
| ------------ | -------------------------- | ------------ |
| Nr.          | Rytter                     | Placering    |
| 61           | Greg Van Avermaet (BEL)    | 14.          |
| 62           | Alessandro De Marchi (ITA) | 7.           |
| 63           | Patrick Bevin (NZL)        | DNF          |
| 64           | Jonas Koch (GER)           | DNF          |
| 65           | Serge Pauwels (BEL)        | 55.          |
| 66           | Łukasz Wiśniowski (POL)    | DNF          |
| 67           | Michael Schär (SUI)        | 90.          |

| Deceuninck-Quick Step DQT | Deceuninck-Quick Step DQT | Deceuninck-Quick Step DQT |
| ------------------------- | ------------------------- | ------------------------- |
| Nr.                       | Rytter                    | Placering                 |
| 71                        | Philippe Gilbert (BEL)    | 30.                       |
| 72                        | Rémi Cavagna (FRA)        | DNF                       |
| 73                        | Dries Devenyns (BEL)      | 34.                       |
| 74                        | Julian Alaphilippe (FRA)  | 4.                        |
| 75                        | Mikkel Honoré (DEN)       | 92.                       |
| 76                        | Pieter Serry (BEL)        | DNF                       |
| 77                        | Petr Vakoč (CZE)          | DNF                       |

| EF Education First EF1 | EF Education First EF1 | EF Education First EF1 |
| ---------------------- | ---------------------- | ---------------------- |
| Nr.                    | Rytter                 | Placering              |
| 81                     | Michael Woods (CAN)    | 68.                    |
| 82                     | Alberto Bettiol (ITA)  | 71.                    |
| 83                     | Simon Clarke (AUS)     | 2.                     |
| 84                     | Lawson Craddock (USA)  | 62.                    |
| 85                     | Alex Howes (USA)       | 74.                    |
| 86                     | Logan Owen (USA)       | 73.                    |
| 87                     | Sean Bennett (USA)     | DNF                    |

| Groupama-FDJ GFC | Groupama-FDJ GFC        | Groupama-FDJ GFC |
| ---------------- | ----------------------- | ---------------- |
| Nr.              | Rytter                  | Placering        |
| 91               | Tobias Ludvigsson (SWE) | DNF              |
| 92               | Valentin Madouas (FRA)  | 8.               |
| 93               | Rudy Molard (FRA)       | 32.              |
| 94               | Romain Seigle (FRA)     | 93.              |
| 95               | Benoît Vaugrenard (FRA) | DNF              |
| 96               | Léo Vincent (FRA)       | DNF              |
| 97               | William Bonnet (FRA)    | DNF              |

| Lotto-Soudal LTS | Lotto-Soudal LTS         | Lotto-Soudal LTS |
| ---------------- | ------------------------ | ---------------- |
| Nr.              | Rytter                   | Placering        |
| 101              | Tim Wellens (BEL)        | DNF              |
| 102              | Bjorg Lambrecht (BEL)    | 6.               |
| 103              | Tomasz Marczyński (POL)  | 59.              |
| 104              | Maxime Monfort (BEL)     | 61.              |
| 105              | Tosh Van der Sande (BEL) | DNF              |
| 106              | Jelle Vanendert (BEL)    | 33.              |
| 107              | Sander Armée (BEL)       | DNF              |

| Movistar Team MOV | Movistar Team MOV                   | Movistar Team MOV |
| ----------------- | ----------------------------------- | ----------------- |
| Nr.               | Rytter                              | Placering         |
| 111               | Alejandro Valverde (ESP) (landevej) | 66.               |
| 112               | Carlos Betancur (COL)               | DNF               |
| 113               | Imanol Erviti (ESP)                 | DNF               |
| 114               | Jaime Castrillo (ESP)               | DNF               |
| 115               | Andrey Amador (CRC)                 | 83.               |
| 116               | Carlos Barbero (ESP)                | 80.               |
| 117               | Carlos Verona (ESP)                 | 109.              |

| Team Jumbo-Visma TJV | Team Jumbo-Visma TJV    | Team Jumbo-Visma TJV |
| -------------------- | ----------------------- | -------------------- |
| Nr.                  | Rytter                  | Placering            |
| 121                  | Wout van Aert (BEL)     | 58.                  |
| 122                  | Floris De Tier (BEL)    | 77.                  |
| 123                  | Robert Gesink (NED)     | 21.                  |
| 124                  | Bert-Jan Lindeman (NED) | 87.                  |
| 125                  | Paul Martens (GER)      | 48.                  |
| 126                  | Koen Bouwman (NED)      | 104.                 |
| 127                  | Jos van Emden (NED)     | DNF                  |

| Katusha-Alpecin TKA | Katusha-Alpecin TKA    | Katusha-Alpecin TKA |
| ------------------- | ---------------------- | ------------------- |
| Nr.                 | Rytter                 | Placering           |
| 131                 | Nathan Haas (AUS)      | 37.                 |
| 132                 | Jenthe Biermans (BEL)  | DNF                 |
| 133                 | Ruben Guerreiro (POR)  | DNF                 |
| 134                 | Enrico Battaglin (ITA) | 25.                 |
| 135                 | Rick Zabel (GER)       | 105.                |
| 136                 | Willie Smit (RSA)      | DNF                 |
| 137                 | Dmitrij Strakhov (RUS) | DNF                 |

| Team Sky SKY | Team Sky SKY                        | Team Sky SKY |
| ------------ | ----------------------------------- | ------------ |
| Nr.          | Rytter                              | Placering    |
| 141          | Michał Kwiatkowski (POL) (landevej) | 11.          |
| 142          | Eddie Dunbar (IRL)                  | 102.         |
| 143          | Michał Gołaś (POL)                  | 82.          |
| 144          | David de la Cruz (ESP)              | DNF          |
| 145          | Wout Poels (NED)                    | 108.         |
| 146          | Diego Rosa (ITA)                    | 67.          |
| 147          | Dylan van Baarle (NED)              | 31.          |

| Team Sunweb SUN | Team Sunweb SUN            | Team Sunweb SUN |
| --------------- | -------------------------- | --------------- |
| Nr.             | Rytter                     | Placering       |
| 151             | Michael Matthews (AUS)     | 16.             |
| 152             | Johannes Fröhlinger (GER)  | DNF             |
| 153             | Marc Hirschi (SUI)         | 54.             |
| 154             | Lennard Kämna (GER)        | 110.            |
| 155             | Søren Kragh Andersen (DEN) | DNF             |
| 156             | Louis Vervaeke (BEL)       | DNF             |
| 157             | Nicolas Roche (IRL)        | DNF             |

| Trek-Segafredo TFS | Trek-Segafredo TFS   | Trek-Segafredo TFS |
| ------------------ | -------------------- | ------------------ |
| Nr.                | Rytter               | Placering          |
| 161                | Bauke Mollema (NED)  | 12.                |
| 162                | Koen de Kort (NED)   | DNF                |
| 163                | Fabio Felline (ITA)  | DNF                |
| 164                | Michael Gogl (AUT)   | 81.                |
| 165                | Edward Theuns (BEL)  | 106.               |
| 166                | Toms Skujiņš (LAT)   | 23.                |
| 167                | Julien Bernard (FRA) | 91.                |

| UAE Team Emirates UAD | UAE Team Emirates UAD | UAE Team Emirates UAD |
| --------------------- | --------------------- | --------------------- |
| Nr.                   | Rytter                | Placering             |
| 171                   | Rui Costa (POR)       | 13.                   |
| 172                   | Sergio Henao (COL)    | 29.                   |
| 173                   | Manuele Mori (ITA)    | DNF                   |
| 174                   | Tadej Pogačar (SLO)   | DNF                   |
| 175                   | Simone Petilli (ITA)  | 79.                   |
| 176                   | Edward Ravasi (ITA)   | DNF                   |
| 177                   | Diego Ulissi (ITA)    | 22.                   |

| Corendon-Circus COC | Corendon-Circus COC                   | Corendon-Circus COC |
| ------------------- | ------------------------------------- | ------------------- |
| Nr.                 | Rytter                                | Placering           |
| 181                 | Mathieu van der Poel (NED) (landevej) | 1.                  |
| 182                 | Stijn Devolder (BEL)                  | 100.                |
| 183                 | Jimmy Janssens (BEL)                  | 86.                 |
| 184                 | Gianni Vermeersch (BEL)               | 36.                 |
| 185                 | Marcel Meisen (GER)                   | 52.                 |
| 186                 | Otto Vergaerde (BEL)                  | DNF                 |
| 187                 | Philipp Walsleben (GER)               | DNF                 |

| Roompot-Charles ROC | Roompot-Charles ROC      | Roompot-Charles ROC |
| ------------------- | ------------------------ | ------------------- |
| Nr.                 | Rytter                   | Placering           |
| 191                 | Lars Boom (NED)          | DNF                 |
| 192                 | Mathias De Witte (BEL)   | 78.                 |
| 193                 | Huub Duyn (NED)          | 43.                 |
| 194                 | Maurits Lammertink (NED) | 45.                 |
| 195                 | Oscar Riesebeek (NED)    | 99.                 |
| 196                 | Nick van der Lijke (NED) | 49.                 |
| 197                 | Pieter Weening (NED)     | 88.                 |

| Bardiani CSF BRD | Bardiani CSF BRD         | Bardiani CSF BRD |
| ---------------- | ------------------------ | ---------------- |
| Nr.              | Rytter                   | Placering        |
| 201              | Vincenzo Albanese (ITA)  | DNF              |
| 202              | Enrico Barbin (ITA)      | 111.             |
| 203              | Lorenzo Rota (ITA)       | DNF              |
| 204              | Paolo Simion (ITA)       | DNF              |
| 205              | Alessandro Pessot (ITA)  | DNF              |
| 206              | Alessandro Tonelli (ITA) | DNF              |
| 207              | Mirco Maestri (ITA)      | DNF              |

| Israel Cycling Academy ICA | Israel Cycling Academy ICA | Israel Cycling Academy ICA |
| -------------------------- | -------------------------- | -------------------------- |
| Nr.                        | Rytter                     | Placering                  |
| 211                        | Ben Hermans (BEL)          | 24.                        |
| 212                        | Clément Carisey (FRA)      | DNF                        |
| 213                        | August Jensen (NOR)        | 98.                        |
| 214                        | Tom Van Asbroeck (BEL)     | 35.                        |
| 215                        | Roy Goldstein (ISR)        | DNF                        |
| 216                        | Kristian Sbaragli (ITA)    | 20.                        |
| 217                        | Dennis van Winden (NED)    | 75.                        |

| Sport Vlaanderen-Baloise SVB | Sport Vlaanderen-Baloise SVB | Sport Vlaanderen-Baloise SVB |
| ---------------------------- | ---------------------------- | ---------------------------- |
| Nr.                          | Rytter                       | Placering                    |
| 221                          | Benjamin Declercq (BEL)      | 112.                         |
| 222                          | Kevin Deltombe (BEL)         | 101.                         |
| 223                          | Emiel Planckaert (BEL)       | DNF                          |
| 224                          | Thomas Sprengers (BEL)       | 56.                          |
| 225                          | Dries Van Gestel (BEL)       | 41.                          |
| 226                          | Preben Van Hecke (BEL)       | DNF                          |
| 227                          | Aaron Verwilst (BEL)         | DNF                          |

| Vital Concept-B&B Hotels VCB | Vital Concept-B&B Hotels VCB | Vital Concept-B&B Hotels VCB |
| ---------------------------- | ---------------------------- | ---------------------------- |
| Nr.                          | Rytter                       | Placering                    |
| 231                          | Bryan Coquard (FRA)          | 39.                          |
| 232                          | Cyril Gautier (FRA)          | DNF                          |
| 233                          | Patrick Müller (SUI)         | 50.                          |
| 234                          | Quentin Pacher (FRA)         | 76.                          |
| 235                          | Kévin Réza (FRA)             | DNF                          |
| 236                          | Corentin Ermenault (FRA)     | DNF                          |
| 237                          | Arnaud Courteille (FRA)      | DNF                          |

| Wanty-Gobert WGG | Wanty-Gobert WGG           | Wanty-Gobert WGG |
| ---------------- | -------------------------- | ---------------- |
| Nr.              | Rytter                     | Placering        |
| 241              | Odd Christian Eiking (NOR) | 96.              |
| 242              | Wesley Kreder (NED)        | DNF              |
| 243              | Xandro Meurisse (BEL)      | 27.              |
| 244              | Andrea Pasqualon (ITA)     | 94.              |
| 245              | Marco Minnaard (NED)       | DNF              |
| 246              | Loïc Vliegen (BEL)         | DNF              |
| 247              | Jérôme Baugnies (BEL)      | 103.             |